# Vigilo el camino
Pour plus de détails, voir Fiche technique et Distribution.
Vigilo el camino est un film espagnol écrit et réalisé par Pablo Aragüés, sorti en 2013.

## Synopsis
Irène et David ont des problèmes relationnels dans leur couple. Un soir, Irène rencontre Ana, une fille énigmatique qui entraînera le couple dans un triangle amoureux.

## Fiche technique
- Titre : Vigilo el camino
- Réalisation : Pablo Aragüés
- Scénario : Pablo Aragüés
- Pays d'origine :  Espagne
- Langue d'origine : Espagnol
- Genre : Drame, thriller
- Lieux de tournage : Espagne
- Durée : 80 minutes (1 h 20)
- Dates de sortie :
  - Espagne : 22 novembre 2013

## Distribution
- Irene Ferrándiz : Irène
- David Sancho : David
- Alina Nastase : Ana
- Laura Contreras : Diana
- Carmen Cuello : Salomé
- Gerald B. Fillmore : Jonás
- Natalia Gómara : Ruth
- William Miller : Ángel